# Lintjärnen (Rättviks socken, Dalarna)
Lintjärnen är en sjö i Rättviks kommun i Dalarna och ingår i Dalälvens huvudavrinningsområde.